# Dlabocsica (Sztaro Nagoricsane)
Dlabocsica (macedónul: Длабочица) település Észak-Macedóniában, az Északkeleti körzetben, Sztaro Nagoricsane községben.

## Népesség
| Lakosok száma | 275  | 280  | 312  | 278  | 137  | 85   | 83   | 51   | 20   |
|               | 1948 | 1953 | 1961 | 1971 | 1981 | 1991 | 1994 | 2002 | 2021 |

- 2002-ben 51 lakosa volt, akik mindannyian macedónok.